# كازويا كونو
كازويا كونو (باليابانية: 紺野 和也) (مواليد 11 يوليو 1997) هو لاعب كرة قدم ياباني.

## وصلات خارجية
- كازويا كونو على موقع رابطة كرة القدم اليابانية للمحترفين (اليابانية)
- كازويا كونو على موقع إي إس بي إن إف سي (الإنجليزية)
- كازويا كونو على موقع قاعدة بيانات كرة القدم.إي يو (الإنجليزية)
- كازويا كونو على موقع Soccerbase.com (لاعب) (الإنجليزية)
- كازويا كونو على موقع Soccerway.com (الإنجليزية)
- كازويا كونو على موقع عالم كرة القدم.نت (الإنجليزية)